# NGC 4713
NGC 4713 é uma galáxia espiral barrada (SBcd) localizada na direcção da constelação de Virgo. Possui uma declinação de +05° 18' 40" e uma ascensão recta de 12 horas, 49 minutos e 57,6 segundos.
A galáxia NGC 4713 foi descoberta em 17 de Abril de 1786 por William Herschel.